# 貝魏
貝魏是瑞士的城鎮，位於該國西部，由納沙泰爾州負責管轄，面積10.78平方公里，海拔高度475米，2011年人口3,836，四成人口信奉基督教，人口密度每平方公里356人。